# Nemoderma tingitanum
A Nemoderma tingitanum a barnamoszatok (Phaeophyceae) Nemodermatales rendjének Nemodermataceae családja egyetlen ismert nemzetségének (Nemoderma) egyetlen ismert faja.

## Történet
1892-ben írta le Bonnet Schousboe leírását kiegészítve. Parente  et al. 2008-ban hozta létre a N. tingitanum számára a Nemodermatales rendet, melybe 2016-ban Kawai  et al. a Zeacarpaceae családot és benne a Zeacarpa nemzetséget is átsorolták molekuláris filogenetika alapján. A Nemodermataceae családot 1937-ben írta le Feldmann, aki a Ralfsialesbe sorolta, Phillips  et al. 2008-ban sorolták az önálló Nemodermatales rendbe.
Korábban sorolták például a Ralfsiaceae családba, de Phillips  et al. ptDNS- és magi gének alapján külön rendbe és családba helyezték. Ezenkívül a két kládot megkülönbözteti az is, hogy a Nemodermában több, pirenoid nélküli lemezes plasztisz van.

## Filogenetika
A monotipikus Nemoderma nemzetség és Nemodermataceae és Nemodermatales kládok egyetlen ismert faja Adl  et al. 2019-es rendszertana szerint. Testvérkládja Heesch  et al. 2021-es tanulmánya szerint a Fucales, a két klád egymástól mintegy 74,5 millió évvel ezelőtt különült el, ekkor a tengerszint kb. 100 m-rel volt magasabb a 2010-esnél. Ez eredmény igazolja Rousseau  et al. 2001-es eredményét.

## Morfológia
Hajtásai különböző fonalakból álló lágy kérget képeznek. Egy sejt sok lemezes plasztiszt tartalmaz pirenoid nélkül. Többkamrás szaporítószervei laterálisak, egykamrás sporangiumai köztes helyzetűek. A kéreg körül nyálka található.
Barna kérge gyakran összefolyik, és akár több centiméteres is lehet, a szubsztráthoz közeli kapcsolatot alakíthat ki, gyökere általában nem egyértelműen elkülöníthető. 2–3 sejtes bazális részében négyzet vagy más téglalap alakú sejtek vannak. Hosszuk 8–23, magasságuk 6–12 μm. Fonalai egysorosak, egyenesek, el nem ágazók, legfeljebb 22 sejtesek, melyek összhossza legfeljebb 593 μm, és fénynyomás alatt sejtjeik könnyen szétválaszthatók. Központi sejtjei gyakran téglalap alakúak, szélességük 8–16, hosszuk 15–33 μm, hosszuk szélességük 1,25–4-szerese. A felső sejtek szélessége hosszukhoz közelebbi, és csak kissé nyújtott: szélességük 7–13, hosszuk 9–18 μm. A sejteket plasztiszaik enyhén színezik. Számos szőrt alkot, melyek mélyedésekből csoportosan emelkednek ki. Régebbi kérgekben az alsó sejtek kissé színtelenek.

## Ökológia
Epiliton, ritkán epizoon. Parente  et al. 2006-os megfigyelései alapján példányai a középső-alsó árapályzóna alapkőzetét fedik. Nedves sziklákon gyakori, szemben például a Ralfsia nemzetséggel, mely száraz sziklákon gyakori.
Alközösségeket hozhat létre tavaszi növekedésekor.

## Életciklus
Ivaros szaporodása nem oogám anizogámia. Életciklusa izomorf.
Női ivarsejtje kb. 2,3-szer nagyobb, mint hímivarsejtje – utóbbi 7, előbbi 16,1 μm. Monöcia jellemzi, ivart meghatározó rendszere haploid. A két ivar egy hajtáson van jelen. Haplodiploid életciklusa során a haploid és diploid életszakaszok közel egyenlő hosszúak. Csak nőivarú sejtjei képesek partenogenezisre. Késői szukcessziós, nem opportunista faj.